# Kyle Labine
Kyle Labine (Brampton (Ontario), 7 april 1983) is een Canadees acteur. Hij is de broer van acteur Tyler Labine.

## Filmografie

### Films
- Bach's Fight for Freedom (1995) – Frederick Muller
- Big Bully (1996) – Stevie
- Dog's Best Friend (televisiefilm, 1997) – Sam Handel
- Mr. Rice's Secret (1999) – Jonathan
- Spooky House (2000) – Dumb Dave
- Ratz (televisiefilm, 2000) – Rod
- Halloween: Resurrection (2002) – Teen Party Guy
- I Was a Teenage Faust (televisiefilm, 2002) – Randy
- Freddy vs. Jason (2003) – Bill Freeburg
- The Perfect Score (2004) – Dave
- Crossed (2006) – JD
- Blonde and Blonder (2007) – Porter
- Madangeul naon amtak (2011) – Wood Duck Boys (stem Engelse versie)
- 388 Arletta Avenue (2011) – collega

### Televisieseries
- Road to Avonlea – Davey Keith (17 afl., 1990–1996)
- Madeline – Pepito (afl. onbekend, 1990–1992)
- Street Fighter: The Animated Series (26 afl., 1995–1997) – verschillende stemmen
- Grand Star (26 afl., 2007–2008) – Kurt Masters
- Samurai Girl (6 afl., 2008) – Otto

#### Eenmalige gastrollen
- My Secret Identity – rol onbekend (afl. "A Life in the Day of Dr. J", 1991)
- Goosebumps – Evan (2 afl., 1996)
- The Outer Limits – Joe (afl. "Dark Rain", 1997)
- Dead Man's Gun – Billy Neuhouser (afl. "Sheep's Clothing", 1998)
- Da Vinci's Inquest – Speed (afl. "Do You Wanna Dance", 2000)
- 2gether: The Series – rol onbekend (afl. "Dead", 2001)
- Night Visions – tiener (afl. "Cargo/Switch", 2002)
- Murdoch Mysteries – Russell Bowes (afl. "Murdoch and the Cloud of Doom", 2013)